# Vulnerable (Tricky)
Vulnerable è il settimo album del musicista inglese Tricky, uscito nel 2003.

## Il disco
L'album è stato distribuito anche in edizione limitata, comprendente un DVD che contiene alcuni videoclip ed una Photo Gallery.

## Tracce
1. Stay
2. Anti-Matter
3. Ice Pick
4. Car Crash
5. Dear God (XTC cover)
6. How High
7. What Is Wrong
8. Hollow
9. Moody
10. Wait for God
11. Where I'm From
12. The Lovecats (The Cure cover)
13. Search, Search, Survive